# پونتوآز
شهر پونتوآز (به فرانسوی: Pontoise) در شهرستان ولدوآز در ناحیه ایل-دو-فرانس با جمعیت ۲۸٬۶۷۴ نفر در کشور فرانسه واقع شده‌است